# Le Rat débile et l'Homme des champs
Albums de Catherine Ribeiro + Alpes
Paix Libertés ?
Le Rat débile et l'Homme des champs est un album studio de Catherine Ribeiro + Alpes, sorti en 1974.

## Commentaire
Peut-être premier album écologique de l'histoire, cet opus amplifie un thème déjà évoqué dans Paix. Les textes de Catherine Ribeiro y deviennent plus insistants, plus désespérés.

## Liste des titres
Les textes sont écrits par Catherine Ribeiro et mis en musique par Patrice Moullet, sauf indication contraire.

### Face A
1. La Petite Fille aux fraises – 5:14
2. L'Ère de la putréfaction, concerto alpin en 4 mouvements – 13:02
3. Un regard clair (Obscur) – 4:48

### Face B
1. Poème non épique (suite) : concerto alpin en 6 mouvements – 25:23 (Patrice Moullet, Daniel Motron)

## Musiciens
- Catherine Ribeiro : chant
- Patrice Moullet : cosmophone, percuphone
- Daniel Motron : orgue, piano
- Gérald Renard : basse, percuphone
- Denis Cohen : percussion, Timbales
- Jean-Jaques Leurion : orgolia